# Castillon-en-Auge
Castillon-en-Auge är en kommun i departementet Calvados i regionen Normandie i norra Frankrike. Kommunen ligger i kantonen Mézidon-Canon som ligger i arrondissementet Lisieux. År 2022 hade Castillon-en-Auge 164 invånare.

## Befolkningsutveckling
Antalet invånare i kommunen Castillon-en-Auge
Referens: INSEE